# Mylaei csata
A mylaei csata ie. 260-ban játszódott le, az első pun háború részeként. Az ókori Mylae Szicílián, a mai Milazzo helyén terült el. E csata volt az első nagy tengeri csata a két háborúzó fél között. A csatát a rómaiak nyerik.

## Előzmények
Agrigentum meghódítása után a Római köztársaság elég erősnek érezte magát, hogy immár tengeri csatában is kipróbálja erejét. Karthágó a Földközi tenger nyugati részének vitathatatlan tengeri hatalma volt, azonban a rómaiak két hónap alatt 150 hajót építenek, és ezzel villámgyorsan olyan minőségű és számú flottájuk lett, amellyel már felvehették a versenyt Karthágóval.
Emellett ebben a csatában vettették be a "holló" (corvus) nevű pallót, ami arra szolgált, hogy a római és a karthágói hajót összekapcsolja és a kézitusához szokott római gyalogság átkeljen rajta, elfoglalva a karthágói csatahajókat.
A mylaei csata előtt a rómaiak Gnaeus Cornelius Scipio Asina vezetésével a Lipari-szigetek mellett 17 hajót vesztettek.

## A csata lefolyása
A lipari csatavesztés után a fiatal konzul Caius (Gaius) Duilius flottájával a csata színhelyére hajózott. A karthágóiak a szokásos taktikájukat alkalmazták, vagyis az ellenség hajóinak meglékelése volt a céljuk (csatahajóik orrával az ellenséges hajó oldalát találták el). Ellenben a rómaiak célja az volt, hogy közel kerüljenek a karthágói hajókhoz, hogy alkalmazhassák a "hollót".
A rómaiak taktikája meglepetést okozott, a csata elején 30 karthágói hajót foglaltak el, köztük a vezérhajót is. Hannibal Gisco a karthágóiak vezére, egy kis hajóval kényszerült menekülni a csata színhelyéről.

## A csata következményei
A karthágói hadvezért elfogták, majd Karthágóba szállították, ahol halálra itélték és kivégezték. Duilius diadallal tért vissza Rómába, az elhódított karthágói hajók zászlóival, azonban röviddel később visszavonult a politikai életből. A mylaei csata után Karthágó tengeri fölénye kézzelfoghatóan is megszűnt, és a rómaiak esélye a végső győzelemre reális lehetőséggé vált, noha még hosszú háborús évek vártak rá.

## Történelmi források
A csatáról a híres Polübiosz (Polybios, Πολύβιος) ír:
- Polübiosz történeti könyvei I-II. Attraktor, 2004
- Angolul a neten is olvasható: http://www.livius.org/ps-pz/punic_war/1pw00.html Archiválva 2008. október 16-i dátummal a Wayback Machine-ben